# Rémy Baget
Rémy Baget (Francia, 27 de julio de 1997) es un jugador profesional francés de rugby que se desempeña en la posición de wing izquierdo en Aviron Bayonnais, equipo perteneciente a la liga Top 14.

## Carrera
Baget es un jugador de formación francesa (JIFF). Comenzó su carrera deportiva con el equipo Stade Toulousain, en el cual jugó cuatro temporadas (2014-2018), después pasó a Aviron Bayonnais, donde lleva jugando seis temporadas.